# Singapore op de Olympische Winterspelen 2018
Singapore was een van de deelnemende landen aan de Olympische Winterspelen 2018 in Pyeongchang, Zuid-Korea.
Bij de eerste deelname van het land aan de Winterspelen, 70 jaar na het debuut op de Zomerspelen, nam een deelnemer deel. Shorttrackster Cheyenne Goh, ook de vlaggendraagster bij de openingsceremonie, kwam uit op een afstand.

## Deelnemers en resultaten
(v) = vrouwen 

### Shorttrack
| Olympiër     | Onderdeel  | Resultaat | Prestatie                      |
| ------------ | ---------- | --------- | ------------------------------ |
| Cheyenne Goh | 1500 m (v) | Series    | Serie 3: 5e, 2.36,971 (+9,241) |